# Ann Lee
Ann Lee, pseudonimo di Annerley Emma Gordon (Sheffield, 12 novembre 1967), è una cantante britannica.

## Biografia
Trasferitasi per vivere in Italia verso la fine del 1980, è stato scoperto il suo talento canoro che è stato spesso utilizzato in seguito in vari singoli dance sotto diversi alias, tra i quali Charme, Annalise, Anne, Ally & Jo, DJ Space'C, A Kay BJ, Alex, Wienna,TH Express... Il suo primo singolo solista, pubblicato con il suo nome nel 1999 è stato 2 Times, la quale è diventata una hit di grande successo ed è entrata nelle top 10 delle classifiche di Austria, Francia, Germania, Italia, Paesi Bassi, Norvegia, ed anche in Australia e Nuova Zelanda, ha raggiunto la seconda posizione in Belgio e Inghilterra e la prima in Danimarca. Negli Stati Uniti la canzone è stata utilizzata come colonna sonora del film Top model per caso (Head over Heels).
Il suo secondo singolo Voices non ha ottenuto lo stesso successo del primo, anche se è entrato nelle top 10 di Danimarca, Repubblica Ceca e Spagna. Nel 2007 Ann è tornata con un nuovo album So Alive con il singolo Catches Your Love. Finora le sue pubblicazioni sono rese disponibili solo per il download digitale. Il 31 gennaio 2008 è apparsa sulla BBC nello show Never Mind the Buzzcocks. L'8 luglio 2009 Ann ha pubblicato un nuovo singolo 2 People con l'etichetta Off Limits e sempre con la stessa etichetta l'11 dicembre 2009 ha dato la sua voce per il singolo di Favretto I get the Feeling.
Nel dicembre 2020, grazie all'idea di Roby Giordana partecipa al remix dell' L'Amour toujours di Gigi D'agostino; il ricavato del brano è stato donato a scena unita per sostenere i lavoratori dello spettacolo fermi da mesi a causa della pandemia, al progetto hanno aderito Kim Lukas, Nathalie Aarts, Emanuele Caponetto, Neja, Haiducii, Kronos, Brothers, M-Violet e tanti altri artisti del panorama dance anni 90, il disco è stato prodotto dalla New Music International con la partecipazione di Mania 90.

## Discografia

### Album
- 1999 Dreams
- 2007 So Alive
- 2021 I Am (Annerley)
- 2024 Reflections (Annerley)

### Singoli
- 1999 2 Times
- 1999 Voices
- 2000 Ring My Bell
- 2000 Ring My Bell (Eiffel 65 Edit)
- 2001 So Deep
- 2003 No No No
- 2007 Catches Your Love
- 2007 2 Times - The Green Mixes
- 2007 2 Times - The Purple Mixes
- 2009 2 People

### Altre apparizioni
- 2009 I Get The Feeling - Favretto

### Altre canzoni
Come A.Gordon
- On My Own

Come Lolita
- Try Me
- Modern Love
- LPizza Dance
- Come on Baby

Come Virginelle
- Tango Tango

Come Annalise
- Bad Love
- New Love
- Promised Land
- Feel It in Your Heart
- Say Say Say

Come Ally & Jo
- Nasty Girl
- Holding You
- The Lion Sleeps Tonight
- In the Zodiac